# Presidente dell'Albania
Il Presidente dell'Albania (in albanese Presidenti i Shqipërisë), designato ufficialmente Presidente della Repubblica d'Albania (Presidenti i Republikës së Shqipërisë) è il capo di Stato dell'Albania le cui competenze politiche e istituzionali sono disciplinate dalla Parte IV della Costituzione dell'Albania.
Secondo l'articolo 86 della Costituzione, rappresenta l'unità del paese.
Eletto per un periodo di cinque anni dall'Assemblea, può competere per un secondo mandato presidenziale consecutivo una sola volta, per la stessa durata.

## Elezione e nomina

### Indipendenza della funzione
Ai sensi dell'articolo 89 della Costituzione dell'Albania, il presidente della Repubblica, nell'esercizio delle sue funzioni, non può esercitare alcun altro incarico pubblico, essendo membro di un partito per esercitare un'attività privata.

### Condizioni di applicazione
Ai sensi dell'articolo 86, paragrafo 2, della Costituzione, ogni cittadino dell'Albania che abbia risieduto in Albania negli ultimi 10 anni e abbia compiuto i 40 anni di età è eleggibile per l'ufficio presidenziale.

### Processo elettorale
Il processo di eleggere un nuovo presidente inizia almeno 30 giorni prima della fine del mandato del presidente in funzione.
Ogni gruppo di più di 20 persone può, in Assemblea (Kuvendi), proporre un candidato. Un candidato non può essere designato da più di un gruppo.
Il presidente è eletto senza discussione a scrutinio segreto dalla maggioranza dei 3/5 dei membri dell'Assemblea. Se la maggioranza richiesta non viene raggiunta, una nuova votazione si svolge entro sette giorni. Ancora una volta, se nessun candidato raggiunge i 3/5, un terzo voto si svolge entro sette giorni. Se al terzo voto non viene raggiunta la maggioranza, si tiene una nuova votazione. Questa volta vengono presentati solo i due candidati con il maggior numero di voti. Un quinto voto, seguendo le stesse modalità, viene fornito se nessun candidato raggiunge la maggioranza richiesta.
Infine, in caso di blocco, se nessun candidato ottiene la maggioranza richiesta nel quinto voto, l'Assemblea si scioglie e nuove elezioni si svolgono entro 60 giorni. Una volta eletto questo Parlamento, riprende la normale procedura di voto. Se ancora una volta, dopo cinque voti, nessun presidente è eletto, l'Assemblea è di nuovo sciolta e nuove elezioni si svolgono nella stessa data.
Successivamente, la nuova Assemblea deve eleggere il presidente a maggioranza semplice dei suoi membri.
Un presidente che si dimette prima della fine del suo mandato non può ripresentarsi alle elezioni presidenziali dopo le sue dimissioni.

### Giuramento
Il Capo dello Stato Albanese entra in carica quando presta giuramento prima all'Assemblea di Albania. Il giuramento che spetta al presidente è previsto all'articolo 88, paragrafo 3, della Costituzione:
(Articolo 88, paragrafo 3, della Costituzione dell'Albania)
La chiamata per l'aiuto di Dio che conclude il giuramento può essere omessa.

## Poteri e funzioni
Ai sensi dell'articolo 92 della Costituzione, il presidente ha i seguenti poteri e funzioni:
- può inviare messaggi all'Assemblea,
- esercita il diritto al perdono secondo la legge,
- concede la cittadinanza albanese e ne autorizza il ritiro a norma di legge,
- dà le decorazioni e titoli secondo la legge,
- ha il grado militare più alto secondo la legge,
- su proposta del primo ministro, nomina e rimanda i rappresentanti plenipotenziari della Repubblica di Albania ad altri Stati e organizzazioni internazionali,
- accetta le credenziali dei rappresentanti diplomatici di altri Stati e organizzazioni internazionali accreditate presso la Repubblica di Albania,
- firma gli accordi internazionali in conformità con la legge,
- su proposta del Primo Ministro, nomina il direttore dell'ufficio di intelligence del paese,
- nomina il presidente dell'Accademia delle scienze e i rettori universitari secondo la legge,
- stabilisce la data delle elezioni legislative, delle elezioni locali e decide l'organizzazione dei referendum,
- e può chiedere l'opinione dei direttori delle istituzioni statali per le questioni che rientrano nelle loro funzioni.

## Stato
Ai sensi dell'articolo 90, paragrafo 1, della Costituzione, il presidente della Repubblica non è responsabile delle azioni intraprese durante il suo mandato.
In caso di gravi violazioni della Costituzione o di un reato grave, il presidente della Repubblica può essere revocato. Per raggiungere questo obiettivo, un quarto dei membri dell'Assemblea deve essere all'origine della proposta. Deve essere supportato da almeno due terzi dei suoi membri. La decisione dell'Assemblea viene quindi inviata alla Corte costituzionale, che verifica la decisione e la colpevolezza del presidente e poi lo licenzia.

## Successione
Ai sensi dell'articolo 91, paragrafo 1, della Costituzione albanese, quando il Presidente della Repubblica non è in grado di svolgere le sue funzioni, o il suo ufficio è vacante, il Presidente dell'Assemblea prende il suo posto ed esercita i suoi poteri.
Se il presidente non può esercitare le sue funzioni per più di 60 giorni, l'Assemblea può decidere di deferire la questione alla Corte costituzionale, che verificherà la sua incapacità. Se confermato, la carica di Presidente rimane vacante e si tengono nuove elezioni entro dieci giorni.

## Elenco dei presidenti della Repubblica d'Albania
Partito Democratico d'Albania   Partito Socialista d'Albania   MSI   Indipendente
| Presidente | Presidente | Presidente | Presidente                | Partito      | Mandato        | Mandato        |
| Presidente | Presidente | Presidente | Presidente                | Partito      | Inizio         | Fine           |
| ---------- | ---------- | ---------- | ------------------------- | ------------ | -------------- | -------------- |
| 1          |            |            | Ramiz Alia (1925-2011)    | Socialista   | 30 aprile 1991 | 3 aprile 1992  |
| 2          |            |            | Sali Berisha (1944- )     | Democratico  | 9 aprile 1992  | 24 luglio 1997 |
| 3          |            |            | Rexhep Meidani (1944- )   | Socialista   | 24 luglio 1997 | 24 luglio 2002 |
| 4          |            |            | Alfred Moisiu (1929- )    | Indipendente | 24 luglio 2002 | 24 luglio 2007 |
| 5          |            |            | Bamir Topi (1957- )       | Democratico  | 24 luglio 2007 | 24 luglio 2012 |
| 6          |            |            | Bujar Nishani (1966-2022) | Democratico  | 24 luglio 2012 | 24 luglio 2017 |
| 7          |            |            | Ilir Meta (1969- )        | MSI          | 24 luglio 2017 | 24 luglio 2022 |
| 8          |            |            | Bajram Begaj (1967- )     | Indipendente | 24 luglio 2022 | in carica      |

## Residenza ufficiale
L'ufficio della Presidenza si trova nel centro di Tirana all'estremità meridionale del Bulevardi Dëshmorët e Kombit. A nord di esso c'è il distretto governativo con il Consiglio dei ministri, i ministeri e altri edifici ufficiali.
La residenza ufficiale del Presidente, il Pallati i Brigadave, si trova nella periferia sud-orientale di Tirana, adiacente al Grande Parco nei pressi della statua di Madre Albania. La costruzione dell'edificio fu commissionata nel 1937 dall'allora re Zog I.

## Simboli
Dal luglio 2014, l'istituzione del presidente ha ufficialmente lanciato due simboli: da una parte la bandiera presidenziale e dall'altra lo stemma presidenziale o lo standard.
La bandiera è basata sulla bandiera dell'Albania, ma è stata integrata con elementi dorati. Questo colore dovrebbe simboleggiare forza, prosperità e durata. L'aquila nera a due punte Skanderbeg indossa l'elmo che, a differenza dello stemma dell'Albania, non è diretto né a destra né a sinistra, ma al fronte. Questo simboleggia l'imparzialità e la determinazione nella presentazione dell'unità nazionale. È finora completamente nuovo ai precedenti stemmi e bandiere dell'Albania che ci sono due rami di quercia sotto l'aquila. Questi dovrebbero simboleggiare longevità, forza e dignità. Si dice che il re illirico Genzio abbia usato anche questo simbolo.
Lo standard adotta il simbolismo della bandiera, ma sopra di esso porta ancora le parole PRESIDENTI I REPUBLIKËS SË SHQIPËRISË (Presidente della Repubblica di Albania).

Bandiera del Presidente
Stemma del Presidente